# لماسينة مخروطية الكيان
لماسينة مخروطية الكيان (الاسم العلمي: Limacina trochiformis) هي نوع من الحيوانات يتبع جنس اللماسينة من الفصيلة اللماسينية.